# Madonna Benois
Madonna Benois is een olieverfschilderij van de Italiaanse schilder Leonardo da Vinci, geschilderd in 1478-1480. Het schilderij is in het bezit van de Hermitage in Sint-Petersburg. Het werk ontleent zijn naam aan de Russische architect Leon Benois die het werk aan de Hermitage schonk. 

## Beschrijving
Aan het einde van de jaren 1470 hield Leonardo da Vinci zich met kleine Madonnaschilderijen en schetsen bezig met het thema 'Maria en Kind'. De Madonna Benois is hiervan een van de best geslaagde pogingen. Het schilderij valt op door zijn donkere kleurstelling, de genuanceerde lichtweergave en de levendige interactie tussen moeder en kind. De vrouw houdt het kind een vierbladige bloem voor. Het kind probeert dit traditionele symbool voor het kruis te grijpen alsof het een stuk speelgoed is. 
De doop van Christus · De annunciatie · Madonna met de anjer · Portret van Ginevra de' Benci · Madonna Benois · De boetvaardige Hiëronymus · De aanbidding door de wijzen · Madonna in de grot · De dame met de hermelijn · Portret van een dame (La Belle Ferronnière) · Het Laatste Avondmaal · Karton van Burlington House · Slag bij Anghiari · Mona Lisa · Maria met kind en Sint-Anna · Johannes de Doper